# Friedrich Lüthi
Friedrich Lüthi (n. 19 decembrie 1850 – d. 16 martie 1913, Geneva, Geneva, Elveția) a fost un trăgător de tir ce a reprezentat Elveția, medaliat olimpic. A participat la o ediție a Jocurilor Olimpice (1900) în care a câștigat o medalie de aur.

## Participări
Lista de mai jos prezintă principalele competiții la care a participat Friedrich Lüthi de-a lungul carierei.
- shooting at the 1900 Summer Olympics – men's 50 metre team pistol[*]